# Diffusore di Schroeder
Il diffusore di Schroeder è un diffusore acustico che, per le sue particolarità costruttive legate ad uno specifico modello matematico, riflette il suono in maniera "diffusa" e non secondo la consueta legge dell'angolo di incidenza e riflessione.
Questo tipo di diffusore acustico non contiene altoparlanti e non emette suoni, in quanto è completamente passivo. In pratica, questo dispositivo viene costruito per ottenere delle correzioni di carattere acustico/ambientale nelle architetture interne che presentano particolari problematiche di propagazione del suono.
Il modello matematico che determina la costruzione dei reticoli del diffusore è detto resto quadratico e si basa sulla sequenza di successive estrazioni di radice, dei quadrati di numeri interi, con modulo riferito ai numeri primi, che determinano la sequenza di massima lunghezza.
Questo tipo di diffusore acustico prende il nome dal matematico Manfred Schroeder che ne determinò, dopo numerose prove pratiche, la formulazione della sequenza di massima lunghezza.
L'uniformità della diffusione viene determinata dalla lunghezza del "periodo" (la sequenza di massima lunghezza) con la quale viene progettato e realizzato il diffusore.
La realizzazione di un diffusore ad ampia risposta acustica ed ampia diffusione deve considerare un'ampia sequenza periodica, che determina una costruzione meccanica del diffusore imponente e complessa.
Questo tipo di diffusore è, di fatto, un importante correttore acustico architettonico e si presta in numerose applicazioni dove le problematiche acustiche non sono risolvibili con la sola applicazione dell'assorbimento acustico.
Va specificato che i diffusori a resto quadratico non sono considerati assorbitori anche se, nella pratica, producono un moderato assorbimento acustico causato principalmente dal materiale costruttivo impiegato (tipicamente legno).